# Église Notre-Dame de Blangy-le-Château
Pour les articles homonymes, voir Église Notre-Dame.
L'église Notre-Dame de Blangy-le-Château est une église catholique située à Blangy-le-Château, en France.

## Localisation
L'église est située dans le département français du Calvados, au nord-est du bourg de Blangy-le-Château. 

## Historique
L'édifice actuel date du XVe siècle.
L'édifice dédié à la Sainte Vierge, a été reconstruite après la guerre de Cent Ans sur l'emplacement d'un édifice roman. 

## Architecture
L'édifice est inscrit pour partie, son clocher, au titre des monuments historiques le 11 octobre 1930.

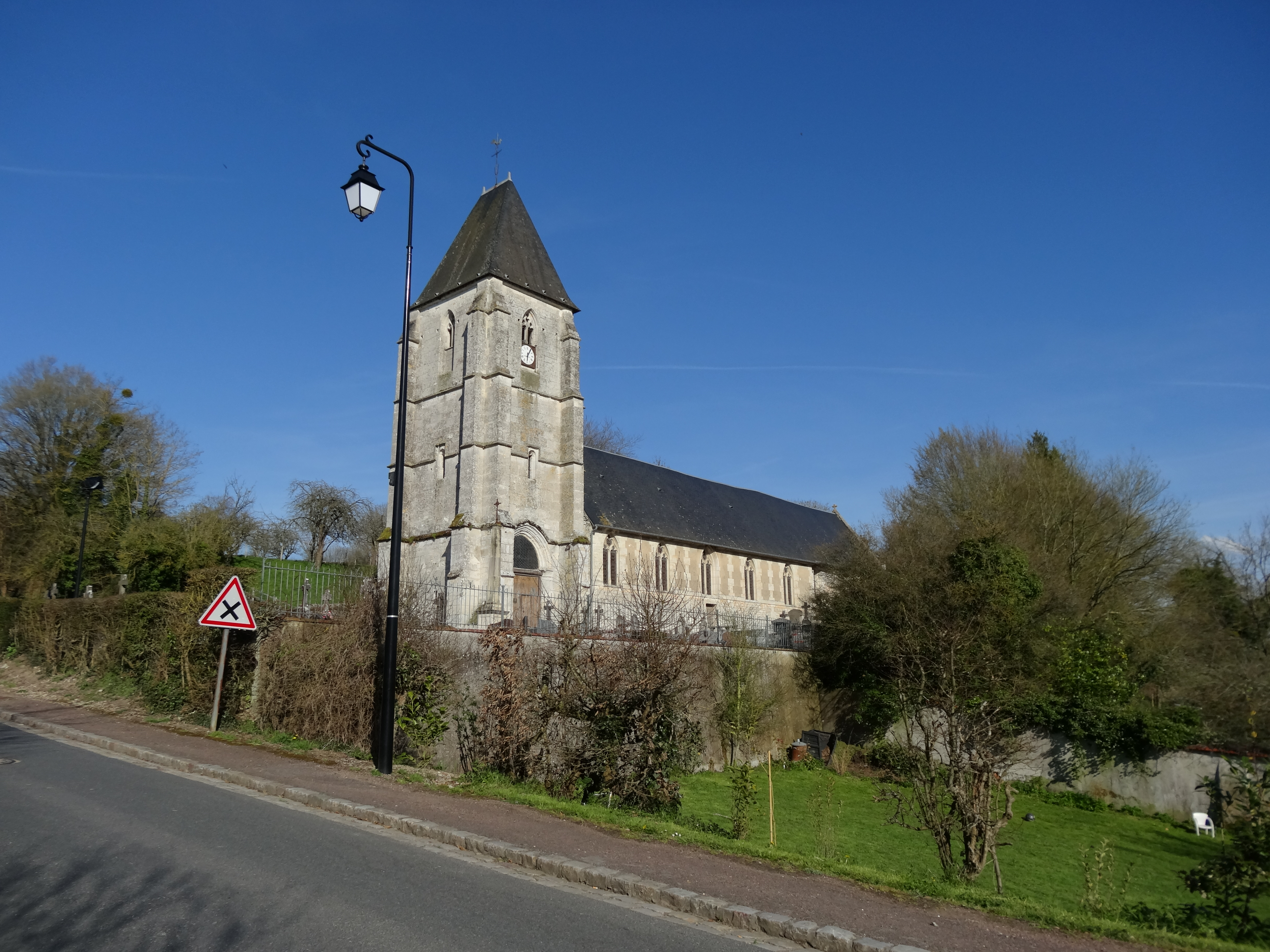
La façade sud de l'église.
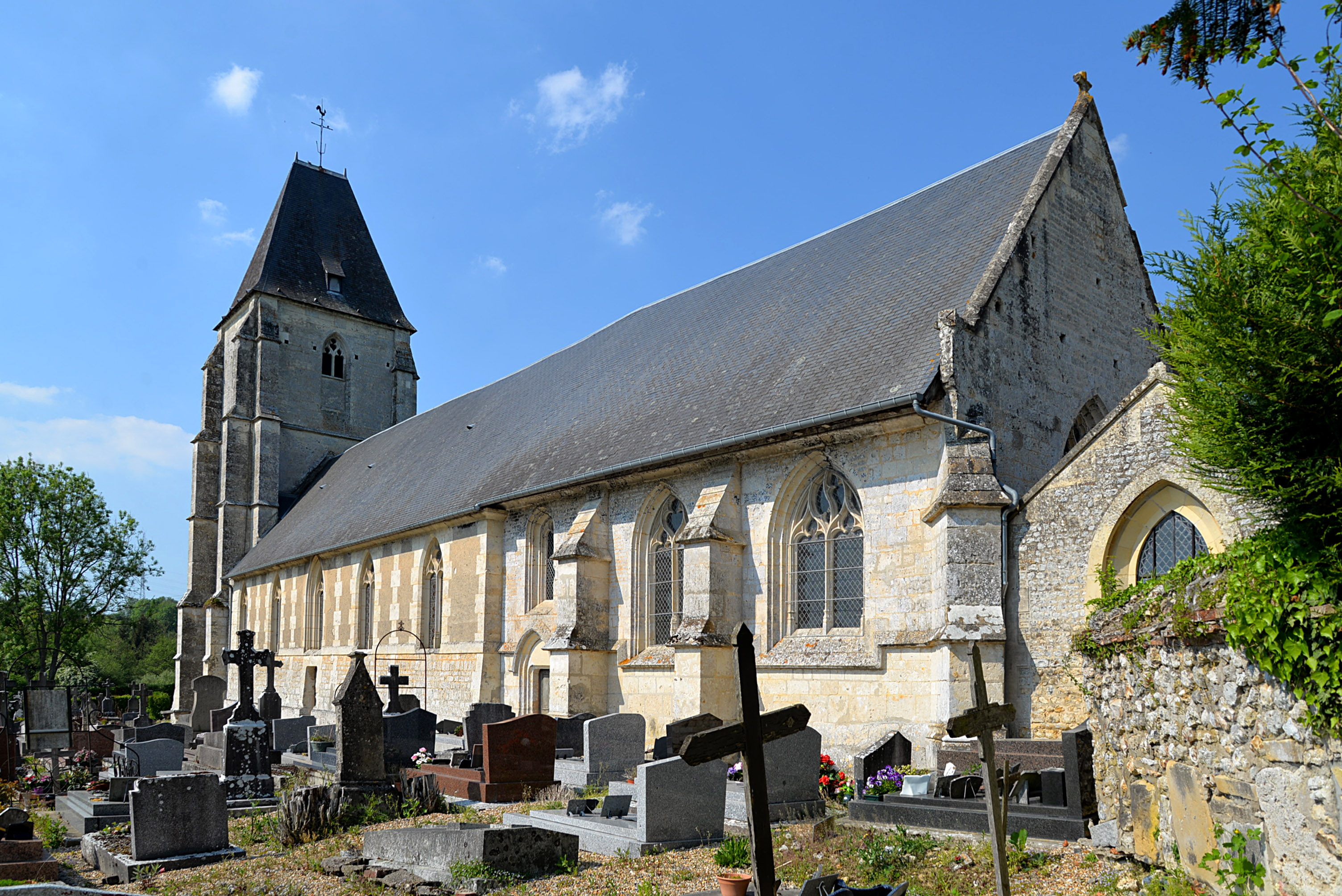
Vue sud-est.

## Description
Elle abrite quelques œuvres classées à titre d'objets (maitre-autel, retable, statues, vitraux, lambris…).

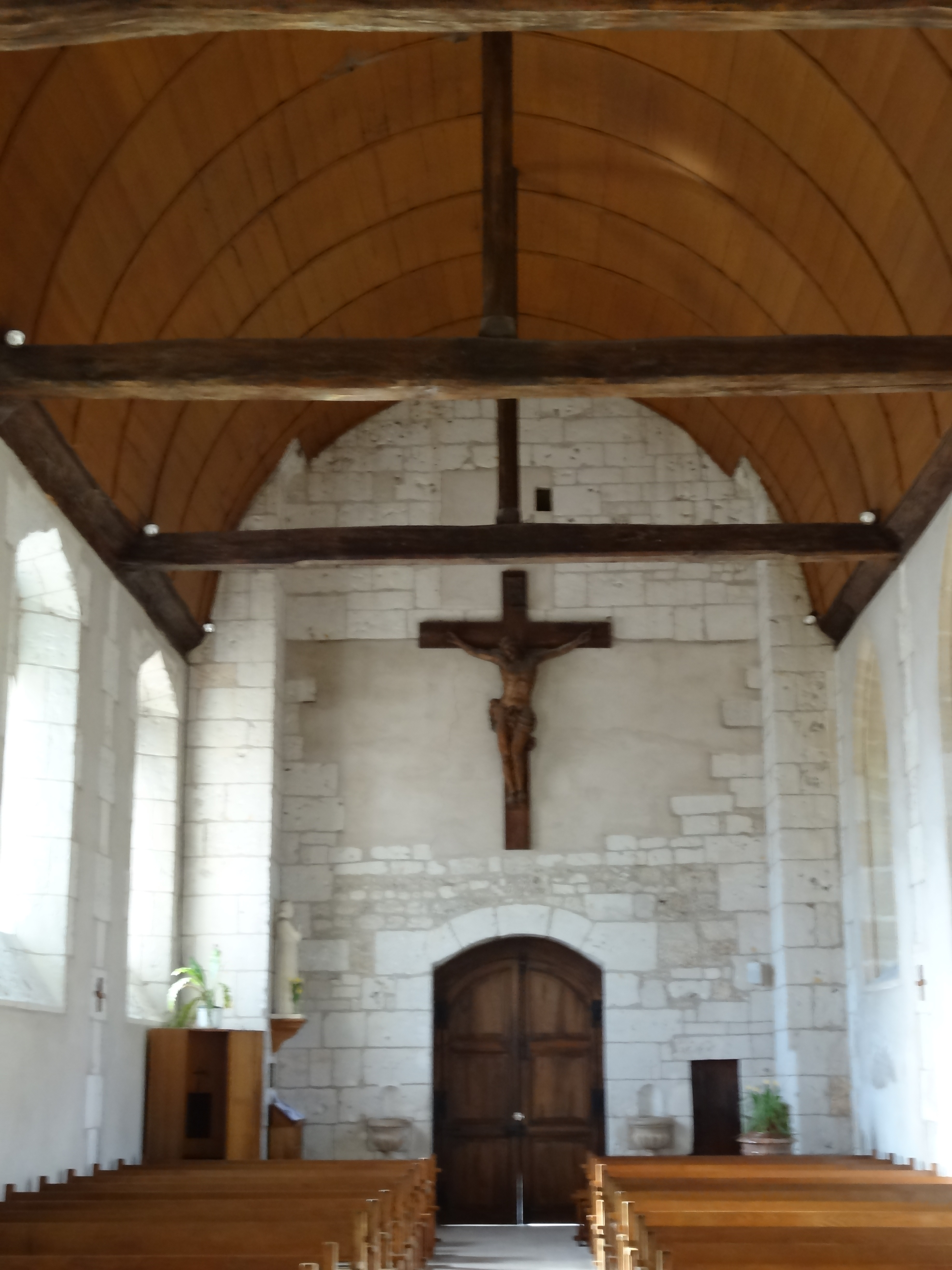
La nef et la porte d'accès au porche sous le clocher.
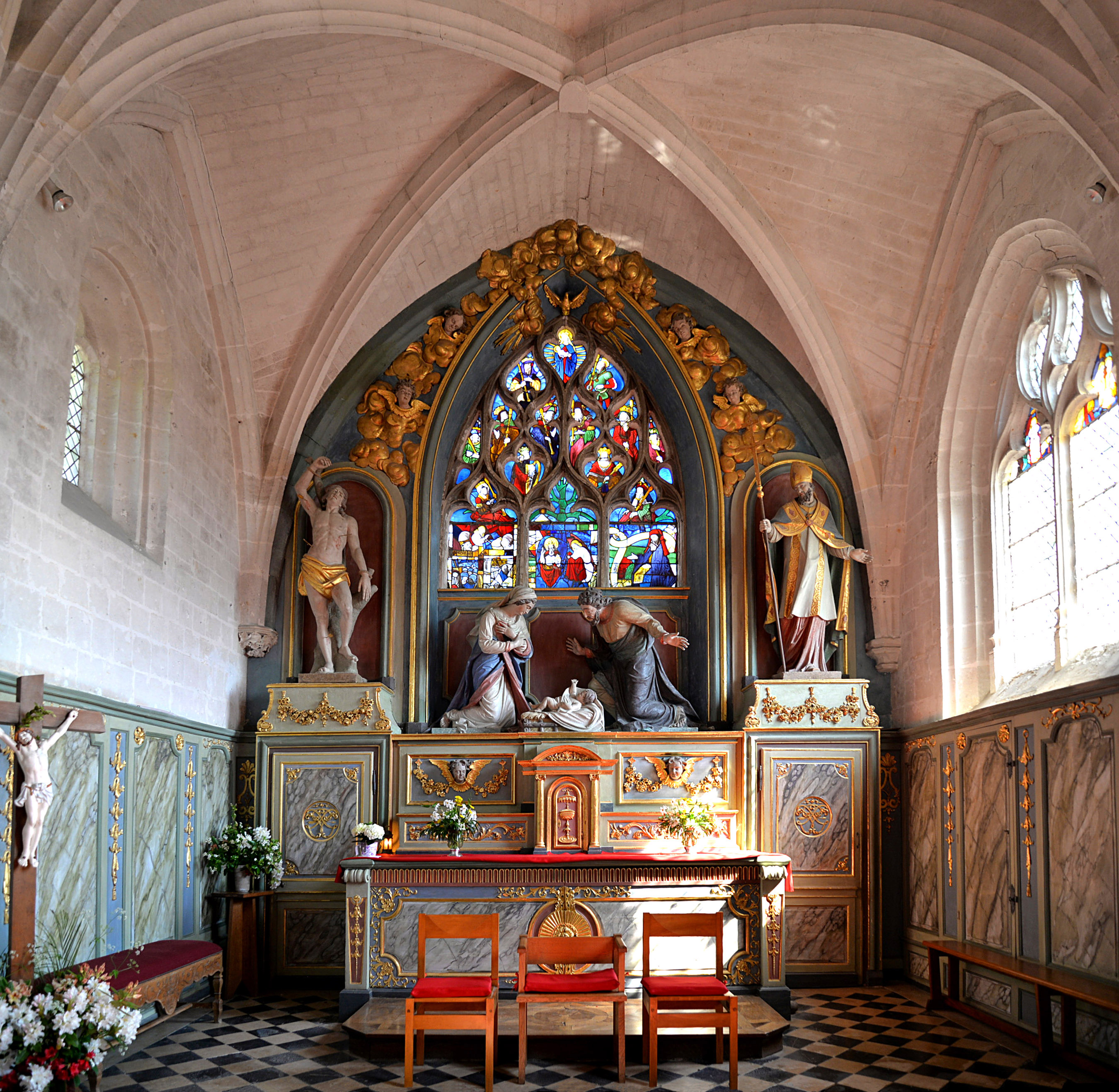
Le maitre-autel, le vitrail fin XVe ou début XVIe siècle et le groupe de statues :  saint Sébastien, la Sainte Famille et saint Martin.
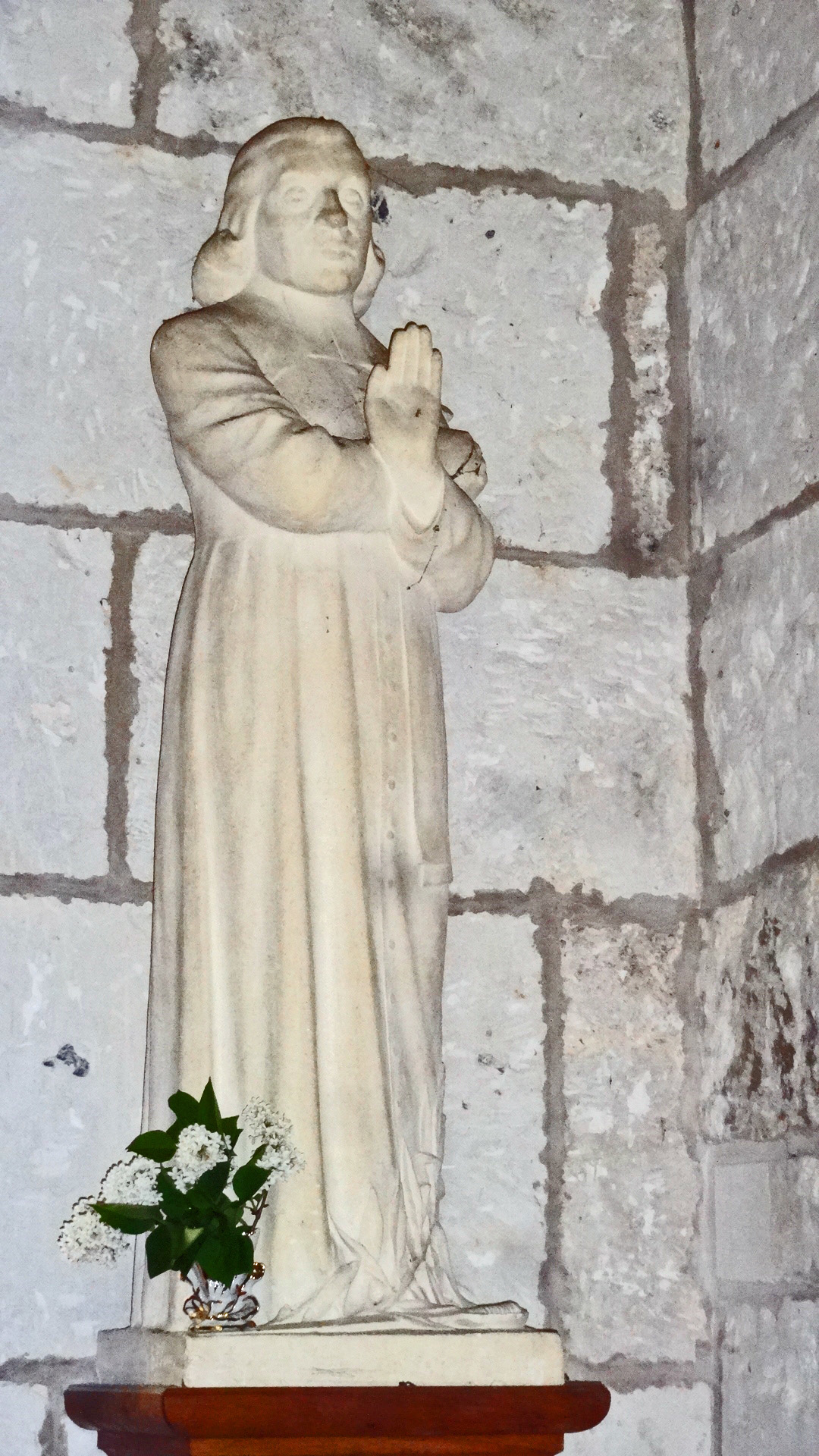
Statue de Thomas Jean Monsaint (1725-1792).
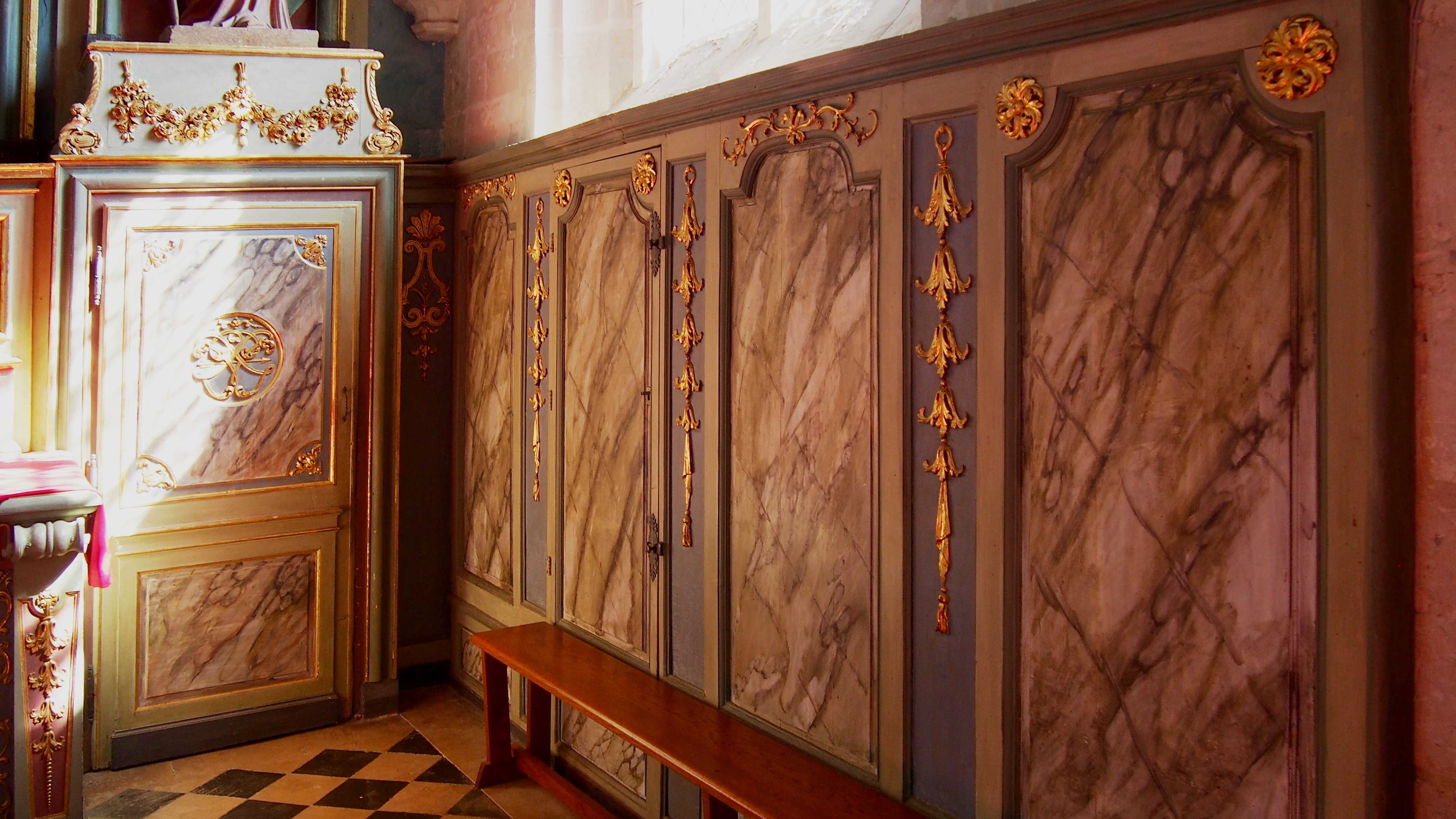
Le lambris.